# Subedar
Subedar est un grade d'officiers subalternes dans les armées indienne et pakistanaise, l'équivalent de capitaine dans l'armée française
L'armée indienne  n'a qu'une seule catégorie de grades qui se situe entre les officiers commissionnés et les sous-officiers.
Au cours de l'occupation britannique, ils étaient nommés officiers commissionnés par le Vice-Roi, mais depuis l'indépendance ils sont appelés Officiers commissionnés subalternes.
Le Subedar est subordonné au Subedar Major et commande au Naib Subedar (autrefois appelé Jemadar dans l'armée britannique des Indes).
Les Subedar commandent généralement des sections. Dans la cavalerie et les unités blindées, son équivalent est le Risaldar.

## Origine du nom
Sous l'Empire moghol, l'Inde fut divisée en provinces (persan subah) par Akbar. Un gouverneur était un subahdar, nom qui a évolué en subedar.